# Ломефлоксацин
Ломефлоксацин — антибіотик з групи фторхінолонів ІІ покоління для перорального застосування.

## Фармакологічні властивості
Ломефлоксацин — синтетичний антибіотик з групи фторхінолонів ІІ покоління. Діє бактерицидно, порушуючи синтез ДНК в бактеріальних клітинах. Ломефлоксацин має широкий спектр антибактеріальної дії. До препарату чутливі такі збудники: стафілококи, пневмококи, клебсієли, Escherichia coli, Neisseria gonorrhoeae, Citrobacter spp., Proteus spp., Enterobacter spp., сальмонелли, шиґели, Pseudomonas spp., легіонелли, туберкульозна паличка. Нечутливими до препарату є стрептококи, мікоплазми, Ureaplasma urealyticum, Pseudomonas cepacia, хламідії, анаеробні бактерії.

### Фармакодинаміка
Ломефлоксацин добре всмоктується з шлунково-кишкового тракту, біодоступність становить 95-98%. Максимальна концентрація в крові досягається в продовж 1,5 години. Препарат створює високі концентрації майже в усіх тканинах і рідинах організму, вищі ніж у плазмі крові. Ломефлоксацин проникає через плацентарний бар'єр і виділяється в грудне молоко. Препарат практично не метаболізується, 65% препарату виводиться з організму з сечею протягом доби. Період напіввиведення ломефлоксацину становить 7-9 годин, у хворих з нирковою недостатністю цей час подовжується.

## Показання до застосування
Ломефлоксацин застосовується при інфекціях, що викликані чутливими до препарату збудниками: інфекції сечостатевої системи (цистити, пієлонефрити, простатит, уретрит, гонорея), гострі та хронічні захворювання нижніх дихальних шляхів, в складі комплексної терапії туберкульозу, інфекції шкіри та м'яких тканин, передопераційна та післяопераційна профілактика при урологічних операціях. У вигляді очних крапель застосовується також кон'юнктивіті, блефариті, блефарокон'юнктивіті (у тому числі хламідійної етіології).

## Побічна дія
- Алергічні реакції — висипання на шкірі, свербіж шкіри, фотодерматоз, кропив'янка, бронхоспазм, синдром Стівенса-Джонсона, синдром Лаєлла, анафілактичний шок. При застосуванні ломефлоксацину і спарфлоксацину спостерігається найвища частота фотодерматозу із усіх препаратів групи фторхінолонів.[1]
- З боку травної системи — нудота, блювання, запор, діарея, стоматит, кандидоз ротової порожнини, біль в животі, псевдомембранозний коліт, шлунково-кишкові кровотечі, жовтяниця, токсичний гепатит.
- З боку нервової системи — головний біль, безсоння або сонливість, тремор, судоми, гіперкінези, збудження, запаморочення, атаксія, порушення мислення та концентрації уваги, цереброваскулярні розлади, порушення зору, диплопія. Більшість побічних реакцій з боку нервової системи виникають після першого прийому препарату.
- З боку серцево-судинної системи — тахікардія, артеріальна гіпотензія або гіпертензія, брадикардія, аритмія, інфаркт міокарду, подовження інтервалу QT на ЕКГ.
- З боку дихальної системи — кашель, риніт, фарингіт, носова кровотеча, бронхоспазм, розлади дихання, стридорозне дихання, тромбоемболія легеневої артерії.
- З боку сечовидільної системи — гематурія, анурія, поліурія, ниркова недостатність, інтерстиціальний нефрит.
- З боку опорно-рухового апарату — артралгії, міалгії, тендиніти, розрив сухожиль.
- Зміни в лабораторних аналізах — еозинофілія, моноцитоз, лейкопенія, лейкоцитоз, тромбоцитопенія, подовження протромбінового часу, гіпопротеїнемія, альбумінурія, макроцитоз, гіпер- або гіпоглікемія, підвищення рівня білірубіну і ГГТП, підвищення активності трансаміназ і лужної фосфатази, підвищення рівня в крові креатиніну і сечовини, агранулоцитоз, гемолітична анемія.

Згідно повідомлень FDA, при прийомі ломефлоксцину спостерігається підвищений ризик периферичної нейропатії, тендинітів та розриву сухожиль, і цей ризик підвищується у осіб похилого віку, особливо тих, які отримують супутню терапію глюкокортикоїдами.

## Протипокази
Ломефлоксацин протипоказаний при підвищеній чутливості до фторхінолонів, епілепсії, при важкому ушкодженні центральної нервової системи, при вагітності і годуванні грудьми, дітям до 18 років.

## Форми випуску
Ломефлоксацин випускається у вигляді таблеток по 0,4 г та очних крапель у флаконах по 5 мл 0,3% розчину. Ломефлоксацин входить до складу комбінованого препарату «Вітапрост плюс».